# Chipper Jones
Pour les articles homonymes, voir Jones.
Larry Wayne Jones, Jr. (né le 24 avril 1972 à DeLand, Floride, États-Unis), plus connu sous le nom de Chipper Jones, est un joueur de baseball ayant évolué en Ligue majeure au poste de troisième but avec l'équipe des Braves d'Atlanta de 1993 à 2012. Il est élu en 2018 au Temple de la renommée du baseball.
Jones a commencé sa carrière en 1993 et a joué uniquement avec les Braves. Il a remporté le trophée de joueur par excellence de la Ligue nationale en 1999, a gagné les Bâtons d'argent comme meilleur joueur de troisième but offensif des saisons 1999 et 2000. Il a été invité 8 fois au match des étoiles, a joué dans trois Séries mondiales et a été champion du monde avec Atlanta en 1995. Il détient le record de points produits en carrière par un joueur de troisième but.

## Début de carrière
Chipper Jones est le tout premier choix de la draft 1990. Il passe par les équipes de ligues mineures de la franchise des Braves entre 1990 et 1993 et fait ses débuts au plus haut niveau le 11 septembre 1993 face aux Padres de San Diego en fin de rencontre au poste d'arrêt-court.
Il ne joue pas lors de la saison 1994 à la suite d'une déchirure du ligament croisé antérieur au genou gauche. Il revient en Ligue majeure en 1995, menant plusieurs catégories statistiques parmi les recrues dont les points produits (86), les présences au bâton (602) et les points marqués (87). Il termine second lors du vote de la recrue de l'année derrière Hideo Nomo, le lanceur des Dodgers de Los Angeles, et il remporte la Série mondiale 1995 avec les Braves.

## Saison 1999
En 1999, Chipper Jones remporte le trophée du joueur par excellence de la Ligue nationale. Il termine la saison avec une moyenne au bâton de, 319, 45 coups de circuit, 41 doubles, 126 buts sur balles, 110 points produits et 25 buts volées.

Il mène les Braves à la série mondiale face aux Yankees de New York, mais son équipe est balayée par quatre défaites consécutives. Il est le seul joueur des Braves à frapper un coup de circuit dans la série.

## De 2000 à aujourd'hui

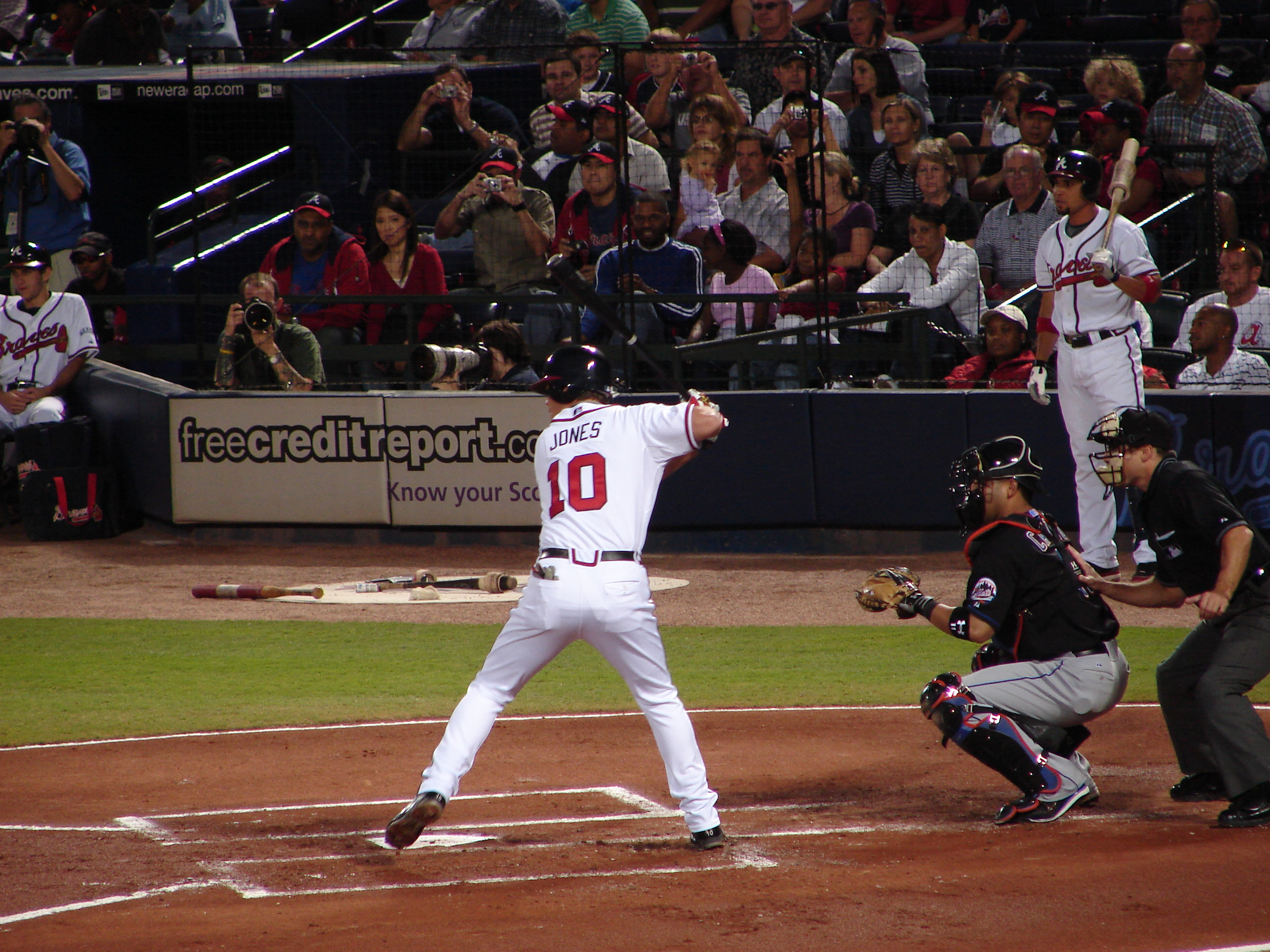
Chipper Jones au bâton dans un match en 2008 face aux Mets.

Avant le début de la saison 2002, Chipper Jones annonce son intention de passer du troisième but au champ gauche, un poste qu'il n'a plus occupé depuis la saison 1995 pour laisser sa place à Vinny Castilla, de retour à Atlanta. Jones prouve son efficacité à son nouveau poste, mais à la suite de deux nouveaux échecs précoces en séries éliminatoires et d'une déchirure aux muscles ischio-jambiers droits en début de saison 2004, il revient à son poste en troisième but.

Le 16 août 2004, il frappe son 300e coup de circuit en carrière lors d'une victoire des Braves 5 à 4 face aux Padres de San Diego.
Sa moyenne au bâton en carrière de, 306 (après la saison 2010) le classe parmi les meilleurs frappeurs ambidextres de l'histoire des ligues majeures. Il est même le seul ambidextre à avoir accumulé plus de 300 circuits avec une moyenne supérieure à, 300; Mickey Mantle, reconnu[Qui ?] comme le plus grand frappeur ambidextre, a terminé sa carrière avec une moyenne de, 298.
Chipper Jones est devenu l'un des meneurs de l'équipe lors des dernières saisons. Après la 2005, il a renégocié son contrat à la baisse avec les Braves pour que les dirigeants aient suffisamment d'argent pour signer des agents libres de haut calibre et assurer sa fin de carrière avec la franchise.
Le 10 juin 2006, Chipper Jones devient le joueur avec le plus grand nombre de points produits (1144) pour les Braves depuis que la franchise est à Atlanta. Il est devancé par Hank Aaron (2 202) et Eddie Mathews (1 388) au classement de l'histoire de la franchise (qui était auparavant à Boston et Milwaukee).
Le 15 juillet 2006, il obtient son 1902e coup sûr et passe devant Hank Aaron au nombre de coups sûrs en carrière avec les Braves depuis 1966.
Le 14 août 2006, il frappe pour la première fois trois circuits en un seul match face aux Nationals de Washington.
Le 17 juin 2007, Chipper Jones obtient son 2000e coup sûr dans le baseball majeur contre le lanceur Fausto Carmona des Indians de Cleveland.
Le 27 avril 2011 à San Diego, Jones atteint les 1512 points produits en carrière, ce qui lui permet de devancer le légendaire Mickey Mantle pour les points produits en carrière par un frappeur ambidextre. Il est deuxième dans l'histoire du baseball majeur pour un frappeur ambidextre derrière Eddie Murray (1917 points produits).
Il reçoit en 2011 sa septième invitation en carrière au match des étoiles. Blessé, il doit cependant décliner l'honneur et on le remplace dans la formation d'étoiles de la Ligue nationale par Scott Rolen. Jones termine la saison 2011 avec 18 circuits et 70 points produits en 126 matchs pour Atlanta. Sa moyenne au bâton de, 275 est la meilleure depuis 2008.

### Saison 2012

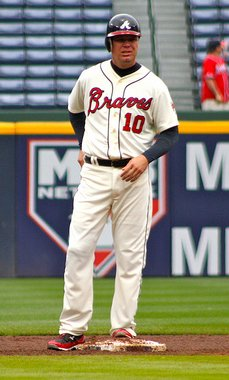
Chipper Jones à sa dernière saison en 2012.

À quelques jours de son 40e anniversaire de naissance, Jones annonce que la saison 2012 sera la dernière de sa carrière. À la mi-saison, il est invité pour la 8e fois au match des étoiles, lorsqu'il est appelé à remplacer Matt Kemp, blessé.
Le 20 juillet 2012, Jones bat le record de George Brett de 1596 points produits en carrière par un joueur de troisième but.
Le 16 août à Atlanta contre les Padres de San Diego, Jones frappe deux circuits dans un match pour la première fois en 3 ans et la 40e fois de sa carrière. Son premier circuit est le 2700e coup sûr de sa carrière. Il n'est que le 6e frappeur ambidextre de l'histoire des majeures à atteindre ce nombre, après Pete Rose, Eddie Murray, Frankie Frisch, Omar Vizquel et Roberto Alomar.

## Classique mondiale de baseball
Chipper Jones est sélectionné pour participer à la première édition de la Classique mondiale de baseball en 2006 avec son coéquipier des Braves, Jeff Francoeur. Il frappe un circuit lors de sa première présence à la batte face au lanceur mexicain Óscar Villarreal lors du premier match des États-Unis dans la compétition. Il finit le tournoi avec 2 circuits et une moyenne au bâton de 0,353 (6 pour 17).